# Élisabeth Nardout-Lafarge
Pour les articles homonymes, voir Lafarge.
Élisabeth Nardout-Lafarge (née en 1957) est une professeure de littérature québécoise.

## Biographie
Élisabeth Nardout-Lafarge a fait ses études en France (Université de Limoges) et obtenu son doctorat (PhD) à l'Université McGill (Montréal) en 1987.  Elle a enseigné deux ans aux États-Unis, à Bennington College (Vermont). Elle est professeure titulaire au Département des littératures de langue française de l'Université de Montréal depuis 1990 et membre du Centre de recherche interuniversitaire sur la littérature et la culture québécoises (CRILCQ).
Ses travaux portent sur la littérature québécoise contemporaine, en particulier sur l'œuvre de Réjean Ducharme. Elle s'intéresse également aux rapports entre littérature française et littérature québécoise, à l'histoire littéraire et au concept d'intertextualité.
Elle a dirigé Études françaises, revue canadienne de critique et de théorie littéraires publiée aux Presses de l'Université de Montréal, de 2014 à 2019.

## Publications

### Livres

#### Essai
- Carnet d’inventaire, Montréal, Leméac, 2023, 237 p.  (ISBN 978-2-7609-4914-0)

#### Études
- Réjean Ducharme. Une poétique du débris, Montréal, Fides, « Nouvelles études québécoises », 2001, 308 p.  (ISBN 2-7621-2251-1)
- Histoire de la littérature québécoise, Montréal, Boréal, 2007, 689 p. Ill. Avec Michel Biron et François Dumont, et la collaboration de Martine-Emmanuelle Lapointe.  (ISBN 978-2-7646-0522-6) Réédition : Montréal, Boréal, coll. « Boréal compact », no 210, 2010, 684 p. Ill.  (ISBN 978-2-7646-2027-4)
- L'hiver de force à pas perdus. Le Montréal de Réjean Ducharme, Montréal, Éditions du passage, coll. « Autour de l’art », 005, 2014 (2013), 78 p. Ill. Avec Gilles Lapointe et Sylvie Readman.  (ISBN 978-2-924397-05-3)

#### Ouvrages collectifs
- Le texte et le nom, Montréal, XYZ éditeur, coll. « Documents », 1996, 347 p. Avec Martine Léonard (sous la dir. de).  (ISBN 289261175X)
- Le portatif d’histoire littéraire, Montréal, Université de Montréal, Département d’études françaises, coll. « Paragraphes », no 15, 1998, xxv/697 p. Avec Robert Melançon et Stéphane Vachon (sous la dir. de).  (ISBN 2-921447-08-8)  (ISSN 0843-5235)
- Italies imaginaires du Québec, Montréal, Fides, « Nouvelles études québécoises », 2003, 246 p. Avec Carla Fratta (sous la dir. de).  (ISBN 2-7621-2406-9)
- Direction du dossier « Guerres, textes, mémoire », Études françaises, vol. 34, no 1,‎ printemps 1998, p. 3-143 (lire en ligne).
- Constructions de la modernité au Québec, Actes du colloque international tenu à Montréal les 6, 7 et 8 novembre 2003, Montréal, Éditions Lanctôt, 2004. Avec Ginette Michaud (sous la dir. de).
- Direction du dossier « Réjean Ducharme, L'Avalée des avalés, Le Nez qui voque, Les Enfantômes », Roman 20-50 (Université de Lille), no 41, juin 2006.
- Présences de Ducharme, Québec, Nota bene, coll. « Convergences », 2009. Avec Marie-Andrée Beaudet et Élisabeth Haghebaert (sous la dir. de).
- Nom propre et écritures de soi, Montréal, Presses de l’Université de Montréal, coll. « Espace littéraire », 2011, 304 p. Avec Yves Baudelle (sous la dir. de).  (ISBN 978-2-7606-2261-6)

### Articles et chapitres de livres (sélection)
- « Autonomie littéraire et rupture symbolique : le Québec et la France, 1940-1950 », Littératures, no 1, 1988, p. 125-147.  (ISSN 0838-1453)
- « Stratégies d’une mise à distance : la Deuxième Guerre mondiale dans les textes québécois », Études françaises, vol. 27, no 2,‎ automne 1991, p. 43-60 (lire en ligne)
- « La France et eux : Berthelot Brunet et les textes français », dans Benoît Melançon et Pierre Popovic (sous la dir. de), Saint-Denys Garneau et La Relève. Actes du colloque tenu à Montréal le 12 novembre 1993, Montréal, Fides — CÉTUQ, coll. « Nouvelles études québécoises », 1995, p. 47-57.  (ISBN 2-7621-1746-1)
- « L’Italie-berceau-de-la-culture dans L'antiphonaire d’Hubert Aquin », Francofonia, no 35, automne 1998, p. 35-48.
- « Les “parnasses houleux” de Rina Lasnier », Voix et images, no 71, hiver 1999, p. 324-336.  (ISSN 0318-9201)
- « Réjean Ducharme et l’héritage français : détours et détournements », Littérature, no 113, mars 1999, p. 82-94.  (ISSN 0047-4800)
- « Omertà : le trafic des clichés », dans Carla Fratta et Élisabeth Nardout-Lafarge (sous la dir. de), Italies imaginaires du Québec, Montréal, Fides, « Nouvelles études québécoises », 2003, p. 203-217.  (ISBN 2-7621-2406-9)
- « L’émergence de la voix essayistique dans les textes de Monique Bosco », dans Anne Caumartin et Martine-Emmanuelle Lapointe (sous la dir. de), Parcours de l’essai québécois (1980-2000), Québec, Nota bene, coll. « Essais critiques », 2004, p. 31-45.  (ISBN 2-89518-115-2)
- « L’usure du rire chez Réjean Ducharme », Études françaises, vol. 47, no 2,‎ 2011, p. 121-129 (lire en ligne).
- « Entretien avec Jacques Brault », Études françaises, vol. 50, nos 1-2, 2014, p. 50-64.  (ISSN 0014-2085)  (ISBN 978-2-7606-3440-4)
- « Relais », Études françaises, vol. 50, no 3, 2014, p. 113-119.   (ISSN 0014-2085) (ISBN 978-2-7606-3466-4)
- « Présentation. Les lieux du changement ? », Études françaises, vol. 52, no 2, 2016, p. 50-64. Avec Andrée Mercier.  (ISSN 0014-2085)  (ISBN 978-2-7606-3692-7)
- « Gilles Marcotte, lecteur de Réjean Ducharme », Études françaises, vol. 53, no 1, 2017, p. 50-64.  (ISSN 0014-2085)  (ISBN 978-2-7606-3740-5)
- « Le français de France dans Folle de Nelly Arcan et Fleurs de crachat de Catherine Mavrikakis », Interculturel Francophonies, no 32, novembre-décembre 2017.  (ISSN 2240-6263)  (ISBN 9788895343297)

### Édition
Élisabeth Nardout-Lafarge a édité et présenté les Romans de Réjean Ducharme dans la collection « Quarto » de Gallimard (2022). 

## Prix et distinctions
- 2001 - Prix Jean-Éthier-Blais, Réjean Ducharme. Une poétique du débris.
- 2007 - Prix Gabrielle-Roy, pour Histoire de la littérature québécoise, avec Michel Biron et François Dumont
- 2008 - Prix Jean-Éthier-Blais, pour Histoire de la littérature québécoise, avec Michel Biron et François Dumont